# Dacnusites reductus
Dacnusites reductus är en stekelart som beskrevs av Cockerell 1921. Dacnusites reductus ingår i släktet Dacnusites och familjen bracksteklar. Inga underarter finns listade i Catalogue of Life.